# Pardosa paleata
Pardosa paleata là một loài nhện trong họ Lycosidae.
Loài này thuộc chi Pardosa. Pardosa paleata được Mark Alderweireldt & Rudy Jocqué miêu tả năm 1992.